# Ikarus 280E
Ikarus 280E – trolejbus, zbudowany na bazie węgierskiego autobusu Ikarus 280. W sumie w Polsce wyprodukowano 13 sztuk tych pojazdów. Pierwszy prototypowy model trolejbusu powstał w WPK Słupsk w 1987 roku. W latach 1990–2002 jeździł w gdyńskim PKT.